# Edouard, der Herzensbrecher
Edouard, der Herzensbrecher  ist ein französischer Film aus dem Jahre 1978. Regie führte Philippe de Broca.

## Handlung
Edouard Choiseul ist Pianist und hat sehr viele Termine, beispielsweise für Auftritte, Klavierunterricht am Konservatorium, und er unterhält Beziehungen zu Olga und Lucienne, die er seiner Frau Marie-France und den Kindern verheimlicht. Für diese hat Edouard wenig Zeit und verschiebt auch einen von seiner Familie sehnlichst erwarteten Ausflug ans Meer. Erst als seine Frau damit droht, Edouard zu verlassen, findet dieser Ausflug statt. Danach muss er sich von seinen Freundinnen trennen. Als bei einer Konzertprobe Edouards Tochter anwesend ist, gesteht sie ihm, dass sie schwanger sei und der Enkel ebenfalls Edouard heißen wird. Darüber hocherfreut, bereitet er sich auf die Taufe des Enkels vor.

## Veröffentlichung
Premiere in Frankreich war am 17. Januar 1979, am 1. August 1980 kam der Film in die westdeutschen Kinos. 2016 erschien in der Reihe „Filmjuwelen“ eine DVD in deutscher und französischer Sprache, zusammen mit einem Booklet.

## Kritik
Der Kritiker von cinema.de schreibt, der Film zähle nicht zu den stärksten Philippe de Brocas und wirke heute „auch etwas aus der Zeit gefallen“. Doch sei die Geschichte „mit wunderbar warmherziger Leichtigkeit und anrührender Melancholie inszeniert – und mit Hauptdarsteller Rochefort ideal besetzt. Ein leichtgewichtiges, sommerliches Vergnügen ohne Nachwirkung“.

„Inhaltlich eher anspruchsarme Komödie über die Nöte eines alternden Frauenhelden, größtenteils elegant inszeniert und von versöhnlicher Ironie getragen.“